# Getand blauwtje
Het getand blauwtje (Polyommatus daphnis, vroeger geplaatst in het geslacht Meleageria, dat nu als ondergeslacht wordt opgevat) is een vlinder uit de familie Lycaenidae (kleine pages, vuurvlinders en blauwtjes).  

## Kenmerken
De voorvleugellengte bedraagt 18 tot 19 millimeter. De soort dankt zijn Nederlandse naam aan de vooral bij het vrouwtje getande achtervleugel. 

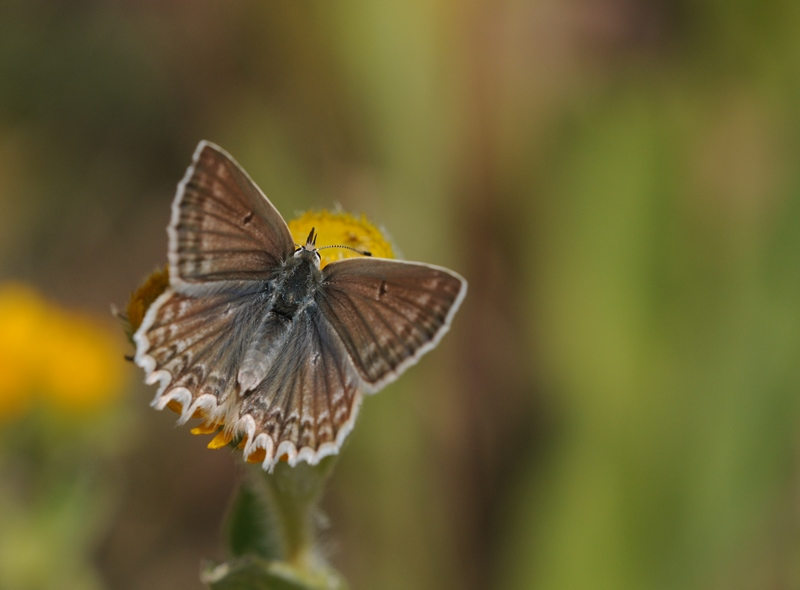
vrouwtje
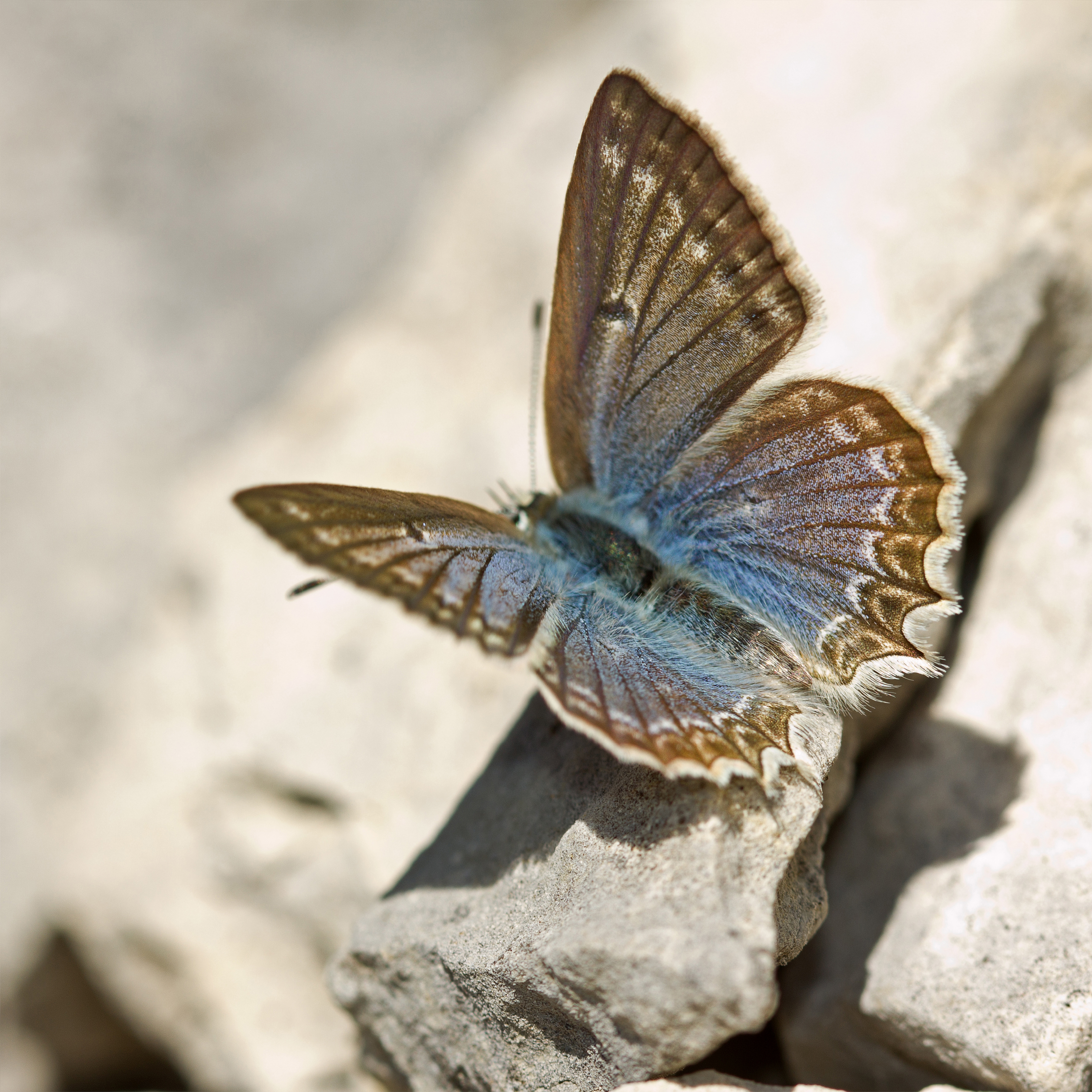
vrouwtje
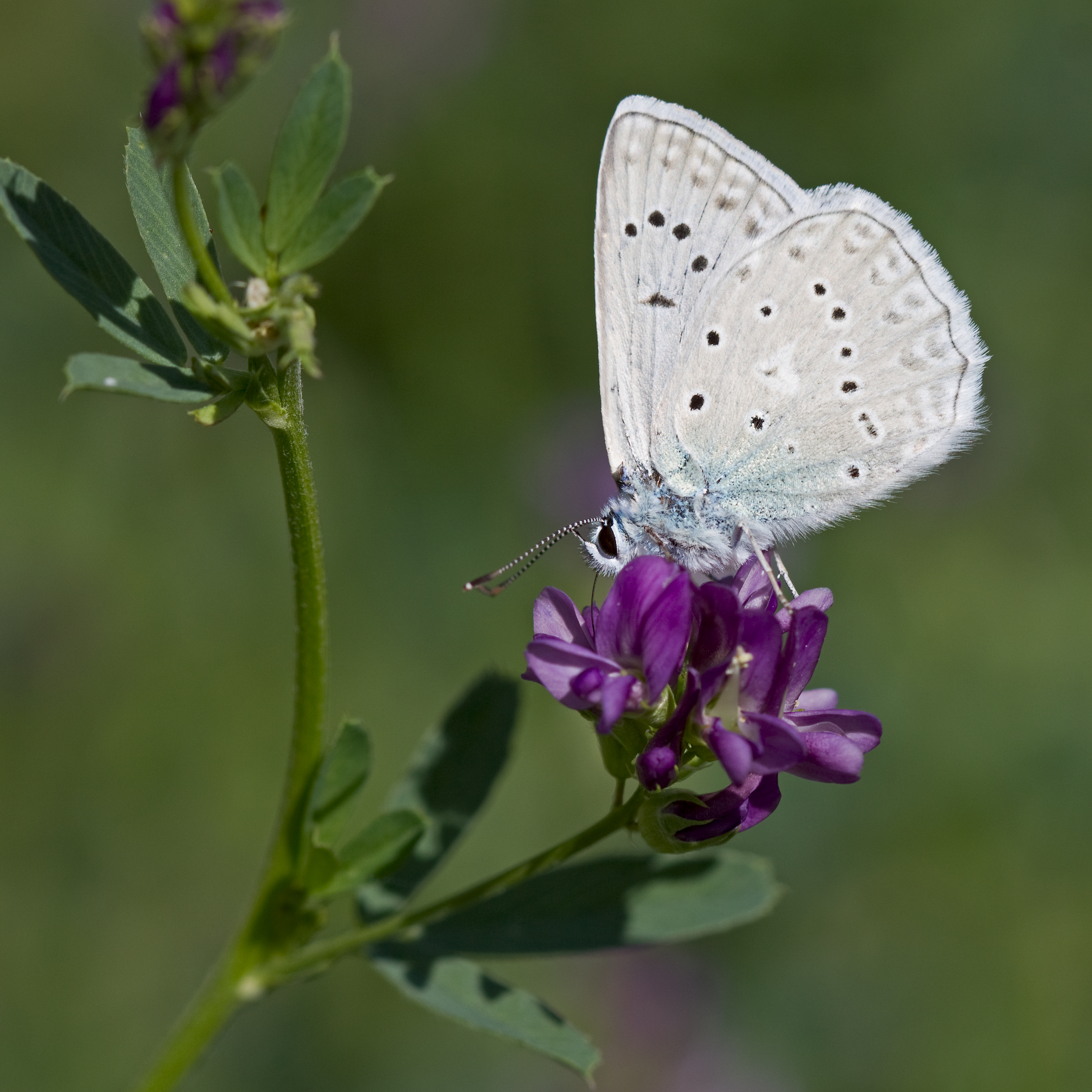
mannetje
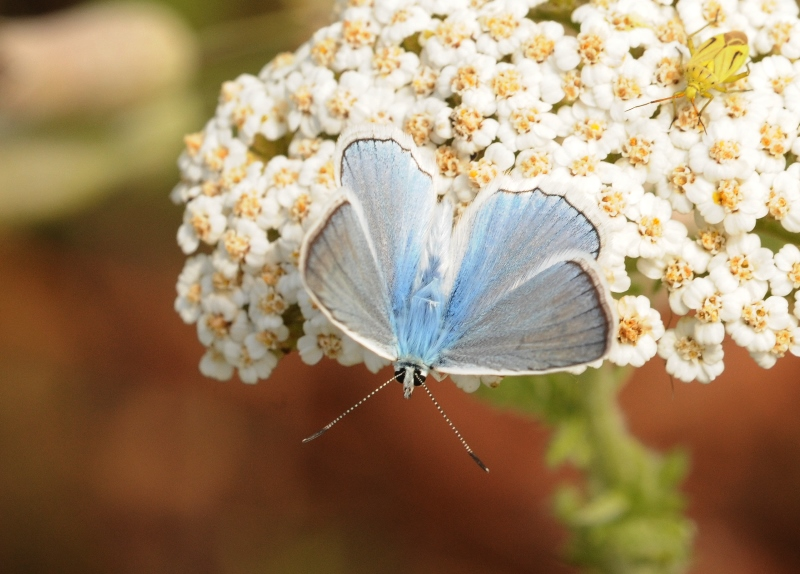
mannetje

## Verspreiding en leefgebied
De soort komt vooral voor in Oost-Europa van het zuiden van Polen tot en met de Balkan, en in mindere mate meer westelijk in Zuid-Europa. In Nederland en België komt hij niet voor. 

## Leefwijze
Er vliegt één jaarlijkse generatie van juni tot en met augustus.
De waardplanten van het getand blauwtje zijn paardenhoefklaver, esparcette en kroonkruid. De soort overwintert als ei of jonge rups. De rups wordt door mieren verzorgd.

## Ondersoorten
- Polyommatus daphnis daphnis
  - = Lycaena meleager oricus Fruhstorfer, 1910
- Polyommatus daphnis elamita (Le Cerf, 1913)
  - = Meleageria daphnis vangoelensis Schurian & Häuser, 1981
- Polyommatus daphnis hayesi (Larsen, 1974)
- Polyommatus daphnis narsana (Alberti, 1973)
- Polyommatus daphnis versicolor (Heyne, 1895)
  - = Lycaena ignorata Staudinger, 1901
  - = Meleageria daphnis erciyasi Schurian & Häuser, 1981
  - = Meleageria daphnis palandoekis Schurian & Häuser, 1981
  - = Meleageria daphnis dugijani Schurian & Häuser, 1981